# Léon Sireyjol
Léon Sireyjol, né le 27 janvier 1861 à Saint-Priest-les-Fougères (Dordogne) et mort le 10 juillet 1942 à Saint-Pardoux-la-Rivière (Dordogne), est un homme politique français.

## Biographie
Médecin, il s'installe en 1887 dans sa commune natale, dont il est élu maire dès 1888. En 1896, il est élu conseiller général du Canton de Saint-Pardoux-la-Rivière et part habiter dans cette commune chef-lieu de son canton, dont il devient très rapidement maire. Il conserve ce poste jusqu'en 1942, où il est suspendu quelques semaines avant sa mort, par le régime de Vichy, pour son appartenance à la Franc-maçonnerie.
Député radical de la Dordogne de 1902 à 1921 et sénateur du même département de 1921 à 1940.

## Sources
- « Léon Sireyjol », dans le Dictionnaire des parlementaires français (1889-1940), sous la direction de Jean Jolly, PUF, 1960 [détail de l’édition]